# Puccinellia ladyginii
Puccinellia ladyginii är en gräsart som beskrevs av Nikolai Rodionovich Ivanov och Nikolai Nikolaievich Tzvelev. Puccinellia ladyginii ingår i släktet saltgrässläktet, och familjen gräs. Inga underarter finns listade i Catalogue of Life.